# Електрични оргазам
Електрични оргазам је рок група из Београда.
Бенд је основан 13. јануара 1980. године, након концерта групе Леб и сол. У кафани „Морнар“ групу оснивају Срђан Гојковић Гиле, Љубомир Јовановић Јовец (дотадашњи бубњар и гитариста групе Хипнотисано пиле) и оргуљаш Љубомир Ђукић. Почетком 1981. године са београдским групама Идоли и Шарло акробата снимили су заједнички албум Пакет аранжман, на којем су песме Крокодили долазе, Златни папагај и Ви. Пакет аранжман се сматра једним од најбољих и најзначајнијих албума тадашње југословенске рок сцене чиме је започео нови талас.
Електрични оргазам је у више од 30 година каријере издао 12 студијских, 7 живих и 3 компилацијска албума.

## Дискографија

### Синглови
- „Конобар/ I've got a feeling" (Југотон, 1981)
- „Доколица / Доколица (Dub верзија)" (Југотон, 1982)
- „Одело / Африка“ (Југотон, 1982)
- " / " (Југотон, 1983)
- „Како бубањ каже / Тетовирана девојка“ (Југотон, 1984)

### Албуми
- "Пакет аранжман" [Разни извођачи] (Југотон, 1981) - учешће
- "Електрични Оргазам" (Југотон, 1981)
- "" (Југотон, 1981. / проширено реиздање Yellow Dog Records, 1996) - уживо
- "Лишће прекрива Лисабон" (Југотон, 1982)
- "" (Југотон, 1983)
- "Како бубањ каже" (Југотон, 1984)
- "Дисторзија" (Југотон, 1986)
- "Браћо и сестре" (Југотон, 1987) - уживо
- "Летим, сањам, дишем" (ПГП РТБ, 1988)
- (ПГП-РТБ, 1992) - студијски / уживо
- "" (1993) - уживо
- „Зашто да не!" (ПГП-РТС, 1994) - двоструки
- „Живо и акустично“ (Б92, 1996) - уживо ("unplugged")
- „А ум бум (City Records, 1999)
- „Хармонајзер“ (ПГП РТС, 2002)
- „Брескве у тешком сирупу, вол. 1" (Аутоматик, 2006)
- "New Wave" (Аутоматик, 2007) - уживо
- То што видиш то и јесте“ (2010)
- Где смо сад? (2018)
- (2023) - уживо

### Филмска музика (Срђан Гојковић Гиле)
- "Како је пропао рокенрол" [Разни извођачи] (ПГП-РТБ, 1989) - учешће
- "Црни бомбардер" [Разни извођачи] (ЗАМ, 1993) - учешће

### Компилације
- „Најбоље песме 1980—1988" (Југотон, 1988)
- „Најбоље песме II" (ПГП-РТС, 2002)